# George L. Shoup
George L. Shoup (Kittanning, 1836. június 15. – Boise, 1904. december 21.) az Amerikai Egyesült Államok szenátora (Idaho, 1890–1901).